# Капли воды (Сибелиус)
«Капли воды» (швед. Vattendroppar; фин. Vesipisaroita), JS 216 ― пьеса для скрипки и виолончели pizzicato, написанная финским композитором Яном Сибелиусом в школьном возрасте. Является самым ранним сохранившимся произведением Сибелиуса. Короткую пьесу длиной всего в 12 тактов оказалось невозможным датировать с точностью, поскольку её оригинальная рукопись была утеряна. Тем не менее, исследователи предполагают, что Ян Сибелиус (тогда его звали Янне) сочинил этот дуэт в период между 1875 и 1881 годами. При этом более вероятной датой написания пьесы считается 1881 год; на тот момент её автору было 15 лет. Произведение было впервые опубликовано издательством «Fazer Music» в 1997 году. Типичная продолжительность исполнения пьесы составляет около 45 секунд.

## История
Отец Сибелиуса, Кристиан Густав, умер от тифа 31 июля 1868 года, оставив после себя беременную 26-летнюю жену Марию (урождённую Борг) и двоих маленьких детей ― Яна, которому тогда было два года, и его старшую сестру Линду. Испытывая финансовые трудности, Мария была вынуждена вернуться к своей овдовевшей матери Юлиане Борг (урождённой Гартман) и двум незамужним сёстрам ― Текле и Юлии. Вскоре после этого, 27 марта 1869 года, она родила младшего брата Яна Сибелиуса ― Кристиана. Всё своё детство Сибелиус провёл в кругу семьи, которая несколько раз переезжала в Хямеэнлинну. Летние месяцы дети обычно проводили в Ловийсе со своей бабушкой по отцовской линии Катариной (урождённой Окерберг) и тётей Эвелиной.
Первые попытки Сибелиуса сочинять музыку ― импровизационные по своей природе ― относятся к семилетнему возрасту, когда тётя Юлия начала учить его игре на фортепиано. Позднее Сибелиус утверждал, что его первым сочинением была фортепианная пьеса под названием «Сцена в пустыне» (швед. Ökenscen), предназначенная для детского театра; однако, никаких следов существования этой композиции найдено не было ― возможно, потому, что юный автор не удосужился записать её на бумаге. Более того, тётя Эвелина, «очень рано осознавшая исключительную природу музыкального таланта [Сибелиуса] и наблюдавшая за его становлением с симпатией и пониманием», стала действующим лицом другой ранней и незаписанной работы композитора ― «Жизни тёти Эвелины, запечатлённой в музыке» (швед. Faster Evelinas liv i toner), которую исследователь Эрик Тавастшерна назвал «эмбрионом „Домашней симфонии“».
Первым сочинением, которое Сибелиус решился записать на бумаге, стал короткий двенадцатитактовый дуэт для скрипки и виолончели pizzicato, который он назвал «Капли воды». Это произведение сохранилось только в виде копии, сделанной, вероятнее всего, в 1915 году финским композитором и музыковедом Эриком Фурухьельмом, составлявшим биографию Сибелиуса в честь пятидесятилетия со дня его рождения. Чтобы завершить работу над книгой, Фурухьельму нужно было изучить ювенилии Сибелиуса и проследить его первые шаги в профессиональной карьере, к каковым относится, например, создание хоровой симфонии «Куллерво». Поскольку авторская рукопись «Капель воды» была утеряна ― Эрик Тавастшерна предполагает, что композитор «бросил её в один из костров, согревавших его в старости» (то есть, её постигла та же участь, что и Восьмую симфонию), ― пьесу невозможно датировать с точностью. Несмотря на то, что Тавастшерна датирует этот дуэт 1875 годом ― временем, когда Сибелиусу было девять или десять лет, ― другие исследователи, такие как Фабиан Дальстрём, утверждают, что «Капли воды» были написаны в 1881 году, когда автору было 15 лет. Рассуждения второй группы музыковедов сводятся к тому, что в середине-конце 1870-х годов Сибелиус ещё недостаточно хорошо владел техникой игры на скрипке и виолончели, поскольку он начал брать уроки скрипки осенью 1881 года, став учеником Густава Левандера, дирижёра военного оркестра. Вполне вероятно, что Сибелиус написал дуэт в качестве упражнения для себя и брата Кристиана, игравшего на виолончели.
На концерте в Токио 13 февраля 2015 года японская скрипачка Саяка Сёдзи исполнила «Капли воды» в виде «сольного дуэта», сыграв партии скрипки и виолончели на одном инструменте.

## Музыка
Пьеса, впервые опубликованная в 1997 году издательством «Fazer Music», написана в тональности ми минор и имеет тактовый размер 4
4. По словам Дэниела Гримли, произведение представляет собой «небольшой этюд в духе Моцарта <…> с аккомпанементом в виде альбертиевых басов». В тактах 1―4 экспонируется основная тема; затем она дважды повторяется с некоторыми видоизменениями (такты 5―8 и 9―12). Таким образом, структуру пьесы можно описать формулой «a ― a1 ― a2».

## Критика

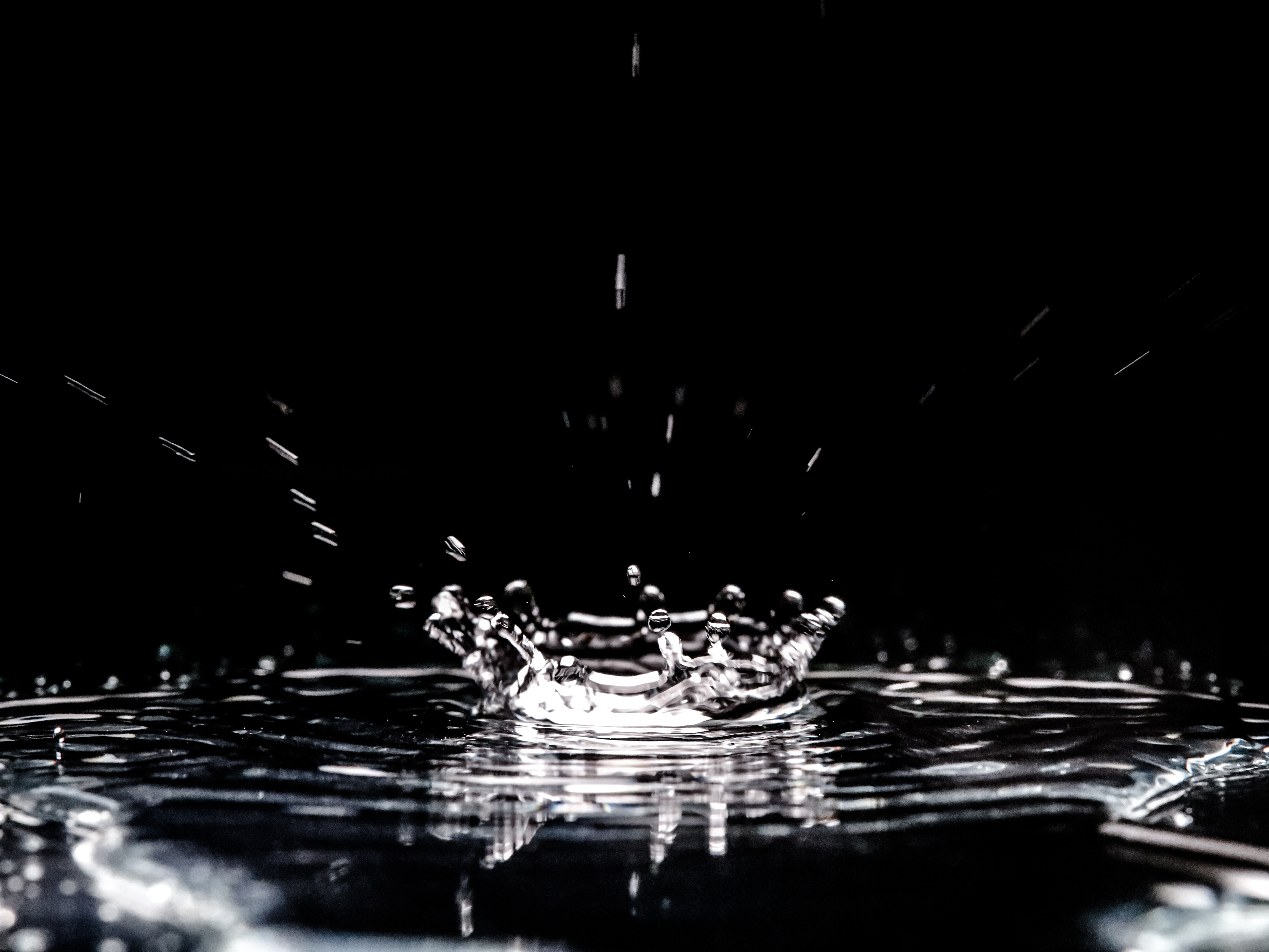
В пьесе Сибелиуса каждая нота скрипки и виолончели иллюстрирует падение капли воды

По мнению рецензентов, в «Каплях воды» молодой композитор демонстрирует наличие «инстинктивного чувства формы» и способность «создать требуемую [колористическую] атмосферу» путём использования реалистичного и почти звукоподражательного пиццикато.
Американская писательница и историк музыки Гленда Дон Госс рассматривает пьесу в контексте финского национализма и специфического «музыкального чувства» Сибелиуса:
Финские националисты, продвигавшие Сибелиуса как молодого гения, заявляли, что уже в возрасте десяти лет этот одарённый юноша наметил свой дальнейший [композиторский] путь. <…> Маловероятно, что «Капли воды» были написаны в столь юном возрасте. Тем не менее, какова бы ни была дата их создания, нельзя отрицать символическое значение этих двадцати четырёх тактов: они, несомненно, свидетельствуют о том, что Сибелиус мыслил композиционно. <…> Не для этого композитора создана «оркестровка» фортепианного наброска: в гуле и звоне струнных, в пронзительном гудении деревянных духовых, в резонирующих вспышках медных духовых ― во всей физической природе звука заключена сущность музыки.
Комментарий Гленды перекликается с комментарием секретаря композитора Сантери Леваса: «[Сибелиус] слышал свою музыку сразу в оркестрованной форме. Большинство композиторов сначала пишут клавираусцуг и только затем занимаются оркестровкой. Сибелиус никогда так не поступал и сразу писал полноценную партитуру, такт за тактом. Однажды я спросил его, часто ли ему приходится думать о том, какому инструменту поручить ту или иную тему ― на что он ответил: „…Никогда! Моя музыка уже готова в инструментальной форме. Настоящая оркестровка ― это то, с чем я совершенно незнаком“».
Музыковед Гарольд Джонсон отметил: «Что подтверждают „Капли воды“ ― так это тот факт, что мальчик изначально стремился создавать оригинальную музыку».

## Комментарии
1. ↑  Дядя Сибелиуса по отцовской линии, Петр, был музыкантом-любителем и помогал племяннику оплачивать уроки музыки[16][10].
2. ↑  Эрик Фурухьельм в своей биографии Сибелиуса, изданной в 1916 году, записал «Капли воды» в размере 2
4 ― в результате пьеса действительно стала состоять из 24 тактов[12]. Однако, издательство «Fazer» опубликовало дуэт в размере 4
4 ― такая запись даёт 12 тактов, как и было указано в преамбуле статьи[5].
3. ↑  Сантери Левас относил сочинение «Капель воды» к 1876 году[21].